# St. Johns (Michigan)
Pour les articles homonymes, voir Saint John's (homonymie).
Saint Johns (ou St. Johns) est une ville située dans l’État américain du Michigan. Elle est le siège du comté de Clinton. En 2000, sa population était de 7 485 habitants.